# Selec
Selec (em húngaro: Szelec) é um município da Eslováquia, situado no distrito de Trenčín, na região de Trenčín. Tem 24,8 km² de área e sua população em 2018 foi estimada em 1.012 habitantes.

## Demografia
| Ano:        | 1994 | 2004   | 2014   | 2024   |
| ----------- | ---- | ------ | ------ | ------ |
| Broj ljudi: | 904  | 957    | 1004   | 1007   |
| Razlika:    |      | +5,86% | +4,91% | +0,29% |

| Ano:               | 2023 | 2024   |
| ------------------ | ---- | ------ |
| Número de pessoas: | 1004 | 1007   |
| Diferença:         |      | +0,29% |